# Helle Barth
Helle Barth (født 28. maj 1963) er en dansk bibliotekar og lokalpolitiker fra partiet Venstre, som var borgmester i Dragør Kommune fra 1. juni 2021 til 31. december 2021. Hun afløste partifællen Eik Dahl Bidstrup, der tiltrådte jobbet som formand for fagforeningen Krifa. Efter kommunalvalget i 2021 gik borgmesterposten videre til Kenneth Gøtterup fra Det Konservative Folkeparti.
Helle Barth har siddet i byrådet siden 2010. I sit civile erhverv er hun ansat som bibliotekar og underviser i informationssøgning ved Danmarks Medie- og Journalisthøjskoles afdeling i Emdrup.